# Сукачёв, Владимир Платонович
Влади́мир Плато́нович Сукачёв (14 (26) июля 1849 года, Иркутск— 2 января 1920, Бахчисарай) — российский общественный деятель, меценат, коллекционер, основатель Иркутской картинной галереи (ныне вошла в экспозицию Иркутского областного художественного музея).

## Биография

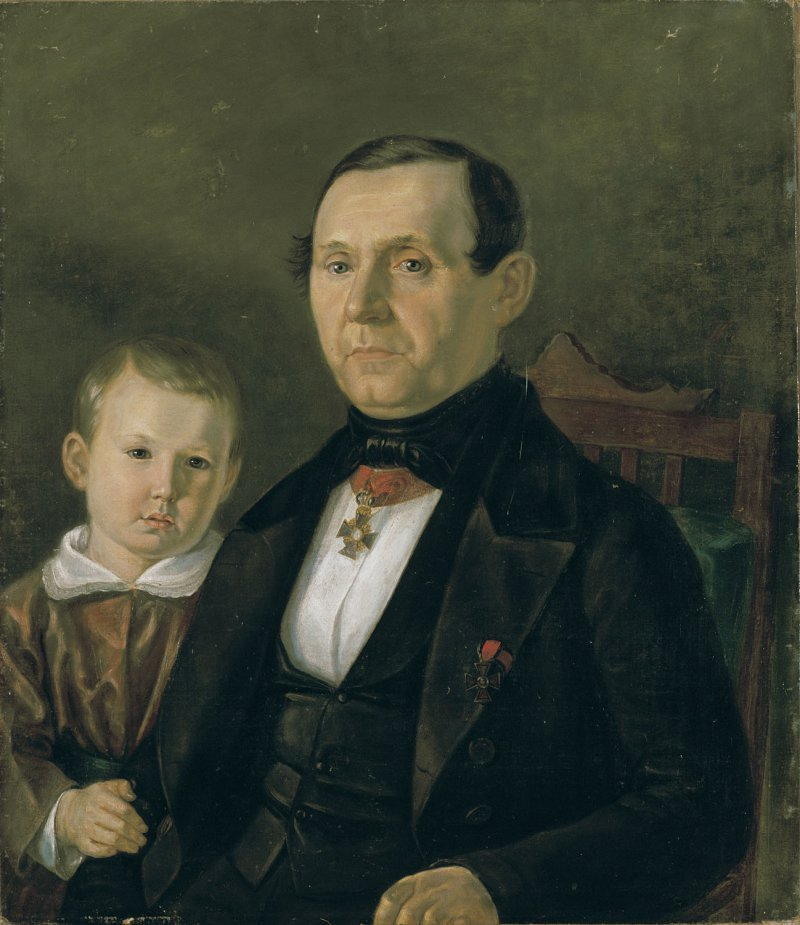
Портрет Платона Петровича Сукачëва с сыном работы Михаила Пескова,
1854 г.

Владимир Платонович Сукачёв родился 14 июля 1849 года в Иркутске в семье чиновника Главного управления Восточной Сибири, коллежского советника Платона Петровича Сукачёва (1801—1878) и Аграфены Никаноровны, урождённой Трапезниковой (1820—1850), принадлежавшей к старинному и богатому сибирскому купеческому роду.
В 1866 году В. П. Сукачёв поступил на естественное отделение физико-математического факультета Петербургского университета. После окончания третьего курса в 1869 году он перевёлся в Киевский Императорский университет святого Владимира, который окончил в 1871 году, приобретя профессию биолога. В начале 1880-х годов В. П. Сукачёв вернулся в Иркутск вместе с женой, Надеждой Долженковой, и родившимися на Украине сыновьями Борисом и Платоном.

### Общественный деятель

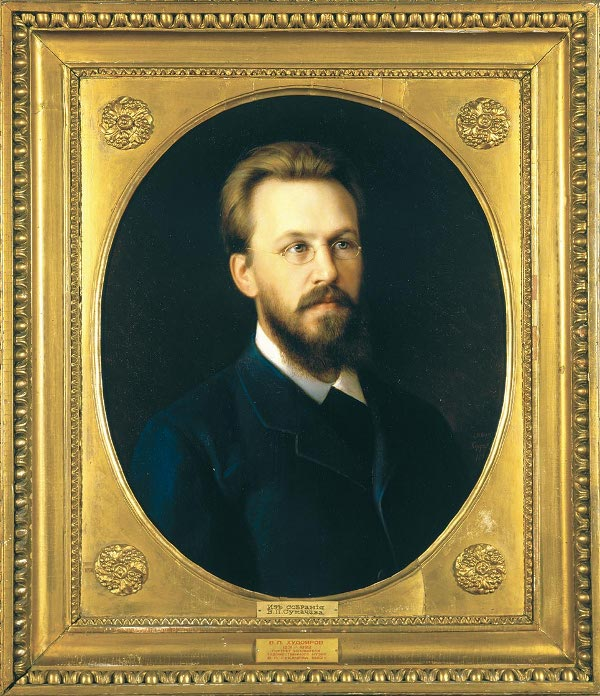
Портрет Владимира Платоновича Сукачëва работы Василия Худоярова, 1882 г.

В 1885 году В. П. Сукачёв был включён в состав гласных иркутской городской думы, а в следующем году избран иркутским городским головой. Переизбирался в 1889 и в 1894 годах. Таким образом, на протяжении двенадцати лет, вплоть до своего отъезда в Санкт-Петербург в 1898 году, В. П. Сукачёв бессменно руководил городом Иркутском и возглавлял городское общественное управление.
Как руководителя города и патриота, В. П. Сукачёва волновали самые разные проблемы. Он интересовался вопросами озеленения, устройством скотобоен, прокладкой водопровода, новыми технологиями в изготовлении дорожных покрытий. За время управления Иркутском он много сделал для его развития. При нём в Иркутске было организовано Добровольное пожарное общество, появились телефонная связь, был построен первый понтонный мост через Ангару, заменивший неудобную паромную переправу. Торжественное открытие понтонного моста состоялось 24 июня (6 июля) 1891 года. На нём присутствовал прибывший в Иркутск из заграничной части своего Восточного путешествия с Дальнего Востока цесаревич Николай Александрович, будущий император Николай II. Наследник разрезал ленточку при криках «ура» со стороны собравшегося народа. 
В 1899 году указом Николая II ему было присвоено звание Почётного гражданина города Иркутска «за содействие в развитии народного образования города Иркутска, пожертвования и личные труды в пользу этого города». Награждён орденами Св. Станислава 2-й степени и Св. Анны 2-й степени.

### Последние годы жизни
В последние годы жизни Владимир Платонович Сукачёв жил в Петербурге и активно занимался издательской деятельностью: выпустил серию открыток с видами сибирских городов; опубликовал книгу «Иркутск, его место и значение в истории и культурном развитии Восточной Сибири»; при его участии издавались журнал «Сибирские вопросы» и газета «Восточное обозрение». Он был одним из организаторов Общества содействия учащимся в Петербурге студентам-сибирякам.
Во время Гражданской войны В. П. Сукачёв переехал в Бахчисарай. Там, на семьдесят первом году жизни, 2 января 1920 года (по новому стилю) он скончался на руках жены и дочери Анны. Похоронен на православном кладбище Бахчисарая. Ведутся поиски места захоронения.

## Благотворитель
Сукачёв вложил значительные средства на развитие родного города, пожертвовал деньги на строительство городского театра. Построил богадельню и приют для малолетних преступников. Организовал в Иркутске Общество попечения слепых и открыл училище для слепых. Большое внимание В. П. Сукачёв уделял народному образованию, особенно воспитанию подрастающего поколения, и преклонялся перед тяжёлым и ответственным трудом учителей.
Много внимания В. П. Сукачёв уделял науке, в частности Восточно-Сибирскому отделу Императорского Русского географического общества (ВСОИРГО). В. П. Сукачёв жертвовал ему значительные средства, финансировал пополнение коллекции музея ВСОИРГО, передал в дар обществу 143 тома ценных научных и художественных изданий, дал средства на составление систематического каталога коллекции ВСОИРГО. В 1883 году В. П. Сукачёв выделил 17 тыс. рублей на организацию экспедиции члена ВСОИРГО учёного Г. Н. Потанина в Монголию; оплатил из своих средств поездку на научную конференцию в Соединенные Штаты Америки учёному Н. М. Ядринцеву. В 1890 году избран Председателем Иркутского отделения ВСОИРГО. Возглавляя научную организацию, В. П. Сукачёв старался привлечь интерес публики к деятельности географического общества. При нём стали организовываться публичные доклады учёных, которые вызывали большой интерес среди горожан.

### Коллекционер

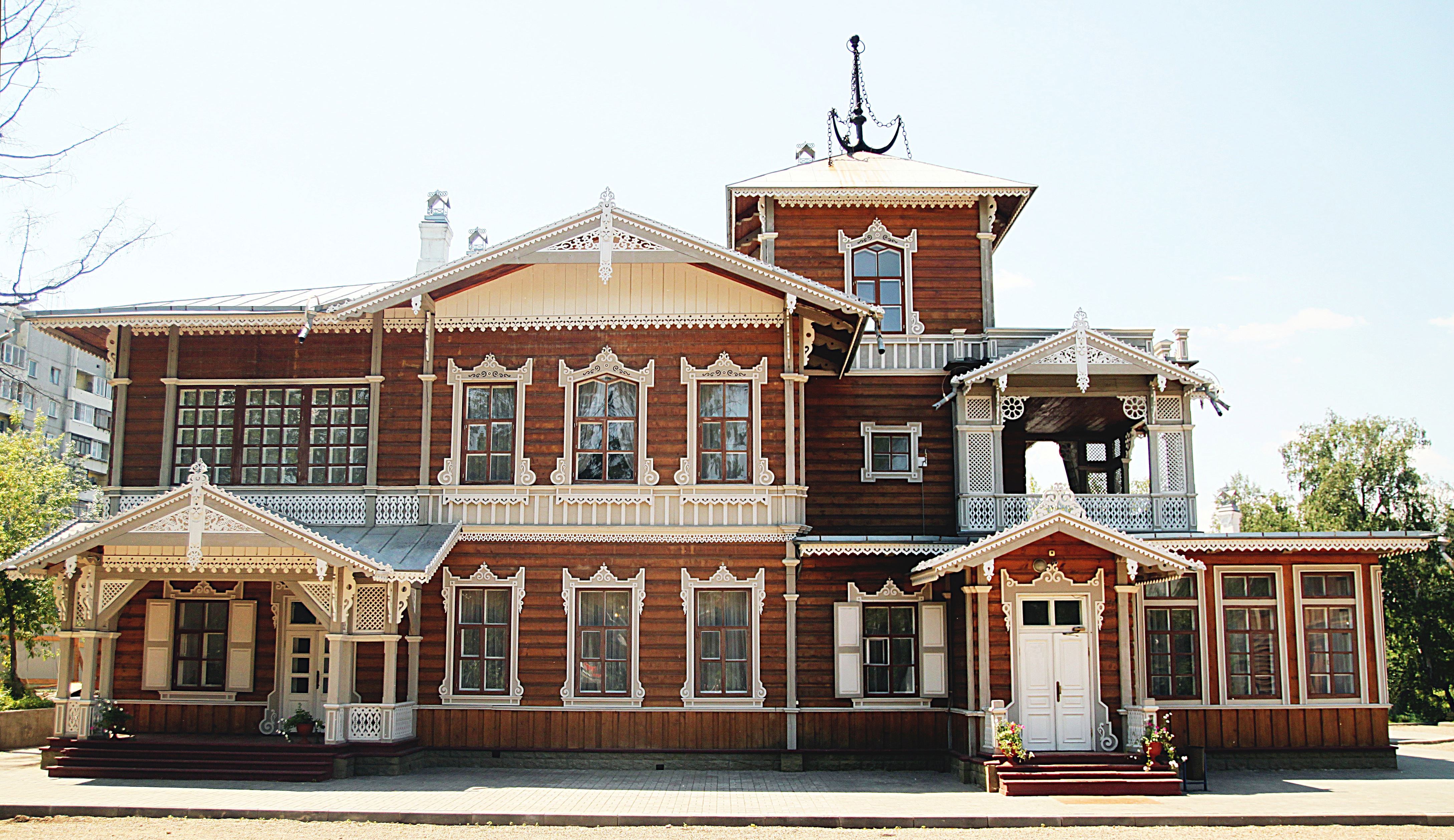
Усадьба В. П. Сукачева

Несмотря на широту и разнообразие общественных интересов В. П. Сукачёва, иркутяне запомнили его, прежде всего, как создателя Иркутской картинной галереи.
Первые приобретения картин В. П. Сукачёв сделал, ещё учась в Киевском университете. Для своей картинной галереи он приобрёл полотна И. Репина («Нищая»), Х.Платонова («Маленькая няня»), К. Маковского («Савояр» и «Князь М. П. Репнин на пиру у Ивана Грозного»), В. Верещагина («Мавзолей Шах-и-Зинда в Самарканде»), И.Айвазовского («Купание овец» и «Остров Капри»), С. Васильковского («Аю-Даг. Крым» и «Ай-Тодор»), А. Мордвинова («Венеция»), Л. Соломаткина («Утро у трактира»). В середине 1870-х годов они неоднократно экспонировались на художественных выставках в Иркутске.
За границей В. П. Сукачёв заказал у художников-копиистов копии с понравившихся ему полотен европейских мастеров Рафаэля, Мурильо, Гвидо Рени, Корреджо и других художников. На обороте иркутского холста с «Мадонны со щеглёнком» Рафаэля есть надпись: «Копия с оригинала в исполнении Фирензели 26 марта 1892 Р. Х. Консерватор А. С. Ланзиротти», а на сургучной печати — «Gallerea Uffizi» (Галерея Уффици).
В своей усадьбе в Иркутске В. П. Сукачёв одно из строений приспособил под картинную галерею, доступную для всех желающих. Галерея принимала посетителей не только из числа горожан, но и приезжих, в том числе и из сёл. По данным летописи, в 1904 году 46 учеников боханских и готольских школ «осматривали… картинную галерею Сукачёва». Побывавший в 1897 году в Иркутске французский профессор из Бордо Жюль Легра в книге путевых заметок «По Сибири», изданной в Париже в 1899 году, писал: «7 июля я познакомился с местным городским головой г. Сукачёвым. Он элегантный сибиряк, с которым знакомы наши многие парижане. Но, вероятно, очень немногие побывали в его изящной картинной галерее, которая является одной из редкостей Сибири… Галерея почти исключительно русская: это — патриотизм, который я очень ценю…». 

### Галерея

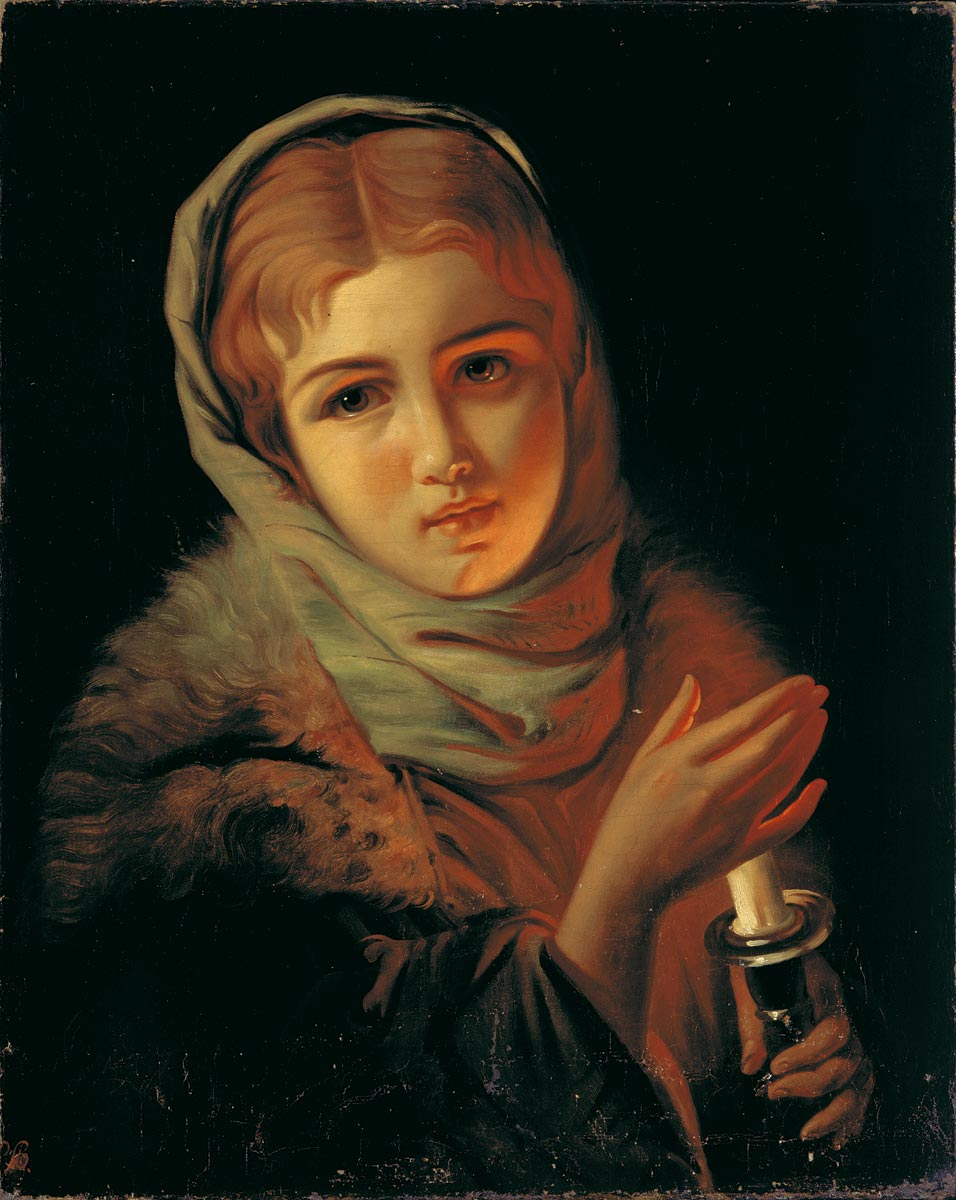
Брюллов П. А. Неудавшееся свидание
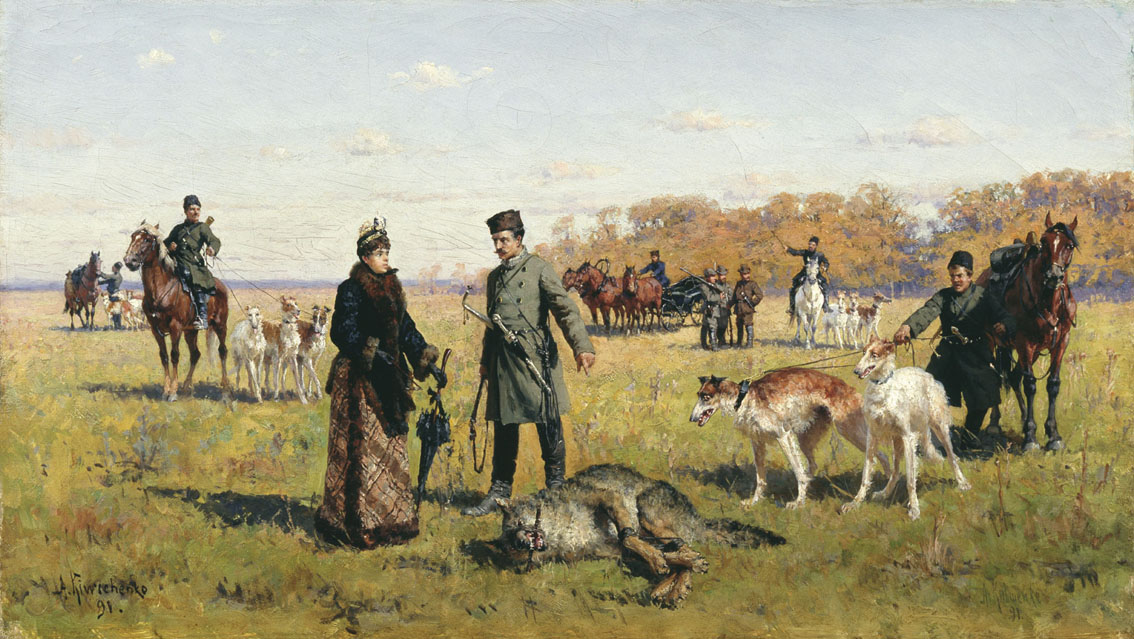
Кившенко А. Д. Заструненный волк.
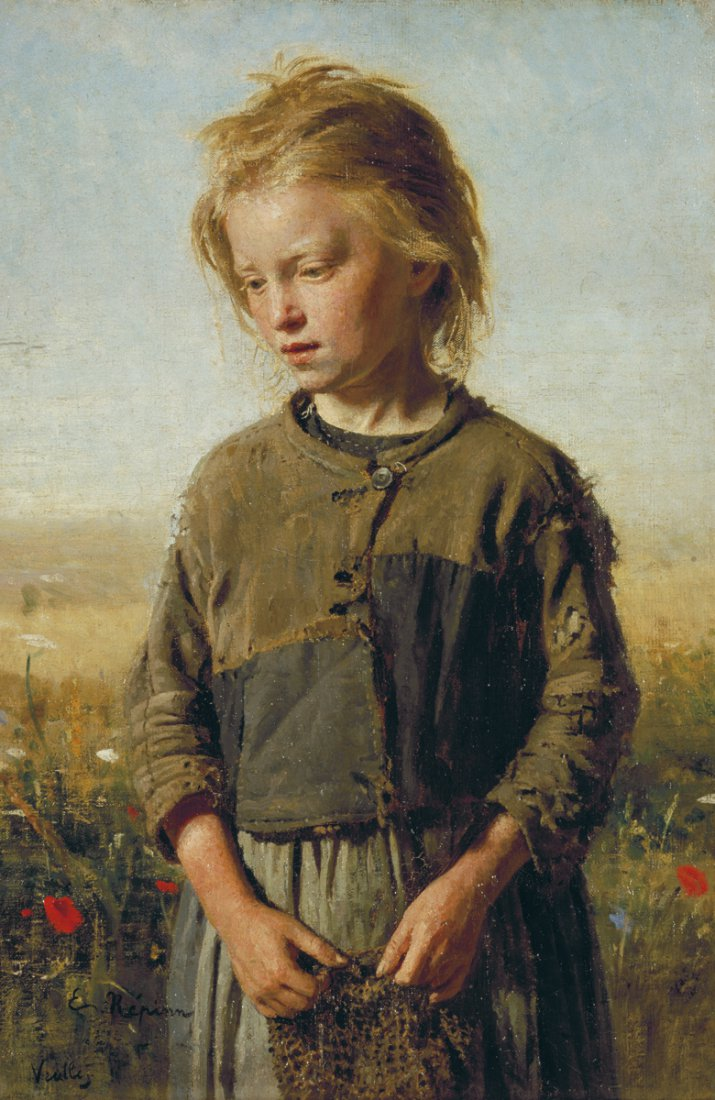
Репин И. Е. Нищая (Девочка-рыбачка).

## Память
В 1989 году Иркутскому областному художественному музею было присвоено имя его основателя, Владимира Платоновича Сукачёва.
В честь В. П. Сукачёва известный орнитолог М. М. Березовский назвал открытый им новый вид птиц - Кустарница Сукачёва, Garrulax sukatschewi (Berezowski & Bianchi, 1891).